# Leskoun
Leskoun (německy Misskogl, Misskogel nebo Mistgabel) dříve Leskowa, je kopec, který se nachází v okrese Znojmo, v Jihomoravském kraji, mezi vesnicemi Bohutice, Olbramovice a Zábrdovice-Vedrovice. Nedaleko od něj se nachází vlakové nádraží Rakšice.
Řehoř Volný (Gregor Wolny) se o Leskounu zmiňuje ve své knize Markrabství moravské zobrazeno topograficky, statisticky a historicky (s. 325), jako o kopci, který se zvedá na sever od Olbramovic na jižním svahu vinou révou osetý a na severní straně dobře zalesněný. Jeho hřbet je 1,4 km dlouhý a se svými 387 m n. m. byl nejvyšším bodem v dalekém okolí. Z jeho kamenitého vrcholu se nabízel výhled do dalekého okolí po Znojemském okresu, dokonce bylo z něho možné dohlédnout až do Rakouska.
V dávné minulosti se zde nacházelo opevněné hradisko, o kterém se zmiňuje ve své Vlastivědě Moravské Vilém Haňák. Kolem vrcholu kopce se nacházely čtyři valy, které tvořily útočiště pro obyvatelstvo z okolí před nepřáteli. Toto opevnění je datováno z doby 1000 až 500 před n. l.
Od druhé poloviny 20. století až do dnešní doby se zde těží kámen, hlubinná vyvřelina granodiorit, který byl a je základní surovinou na stavby v okolí. Tento granodiorit je velice kvalitní, byl použit ke stavbě atomové elektrárny v Dukovanech a na stavbě hrází přehrady Dalešice.
V současné době se zde místo vrcholu kopce nachází prohlubeň, jejíž okraje se nachází výšce 340 m n. m.
Severovýchodně od této prohlubně se nachází Vlčí hora, která je vysoká 336 m n. m.